# Mlýn v Podviní
Mlýn v Podviní je zaniklý vodní mlýn v Praze-Libni, který stál na pravém břehu potoka Rokytka v místech Parku Podvinní. Je po něm pojmenovaná ulice Podvinný mlýn.

## Historie
Vodní mlýn je připomínán ve středověku spolu se vsí Podviní, uváděn je i na konci 16. století v souvislosti s pustou tvrzí.

### Zánik
Areál chátral a postupně zanikly ostatní historické budovy ve dvoře. 30. dubna 2001 byl jako opuštěný neznámými vandaly zapálen, zřítil se krov a mansardová střecha. Dochovala se z něj pouze stavidla a části náhonu.
Pozemek mlýna a okolní pozemky koupila italská firma a vybudovala zde nové bytové domy. Na jeho místě byl postaven objekt v podobě zaniklého mlýna.

## Popis
Podle indikační skici vedl k mlýnu náhon z Rokytky severně obloukem. V místech mlýna jsou zakresleny tři stavby, mlýnicí byla severní z nich.

### Reference

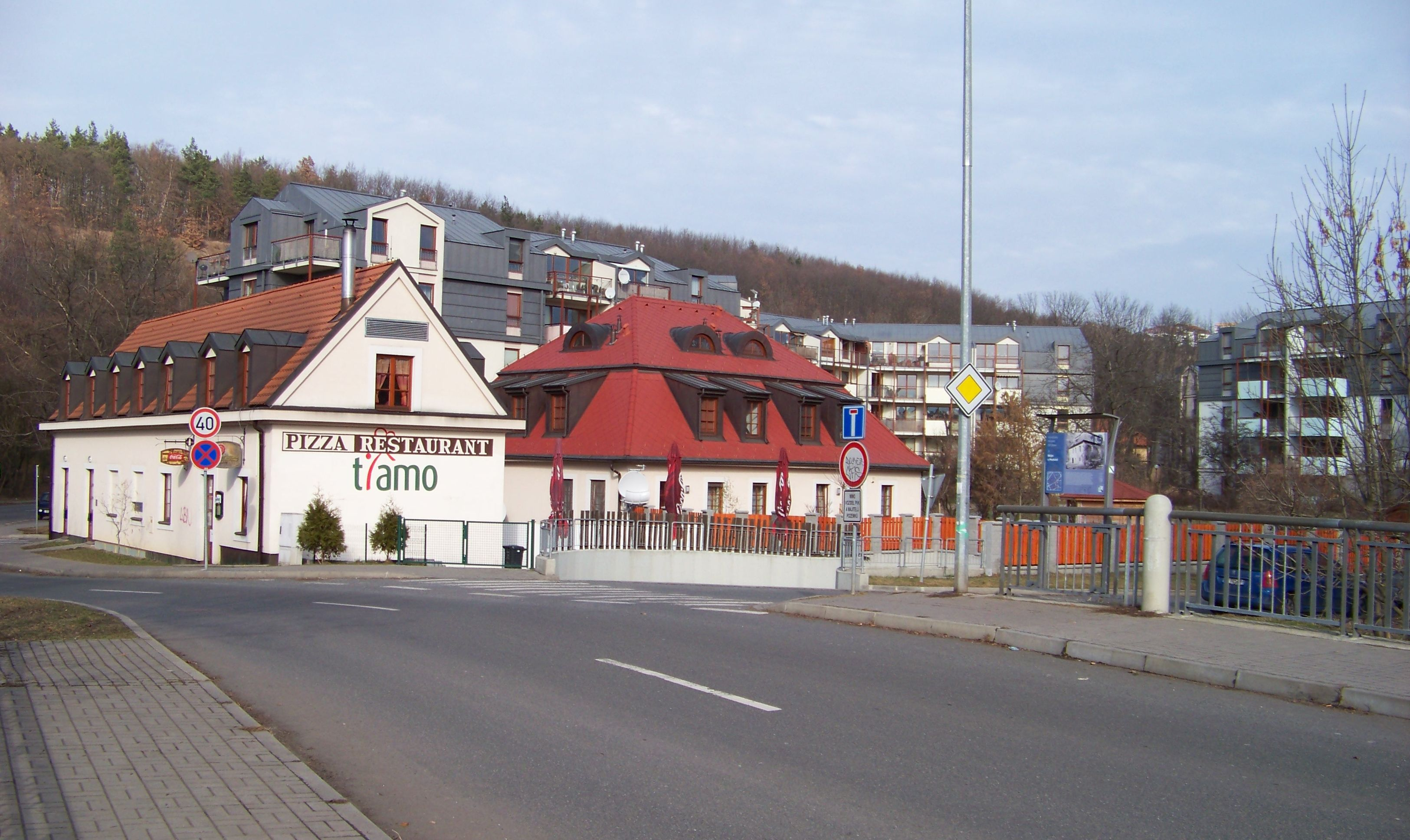
Novostavba v podobě zaniklého mlýna (uprostřed)